# Волосников, Гермоген Георгиевич
Гермоген Георгиевич Волосников (1925, Курган, Уральская область — неизвестно) — участник Великой Отечественной войны, воздушный стрелок 132-го гвардейского штурмового авиационного полка.

## Биография
Гермоген Георгиевич Волосников родился в 1925 году в городе Кургане Курганского округа Уральской области, ныне город — административный центр Курганской области. В наградных документах указано: Челябинская область, Молотовский район, город Курган, город Курган входил в Челябинскую область в 1934—1943 годах, а Молотовский район не существовал. По национальности русский.
До войны работал грузчиком в Березовском рыбкоопе.
Призван в Рабоче-крестьянскую Красную Армию Березовским райвоенкоматом Омской области в 1943 году. Воевал на Западном фронте с 12 декабря 1943 года по 7 марта 1944 года, и на 2-м Украинском фронте с 9 мая 1944 года по 9 мая 1945 года. За время пребывания на 2-м Украинском фронте совершил 51 боевой вылет, лично уничтожил до 8 автомашин, 30 солдат и офицеров, подавил огонь трёх батарей малокалиберной зенитной артиллерии.
В наградных документах от 5 сентября 1944 года Волостников (в документе через «т») указан как член ВЛКСМ, а в наградных документах от 30 июня 1945 года Волосников (в документе нет «т») — беспартийный.
3 декабря 1944 года при разведывательном вылете в район Будапешта пары Ил-2 (ведущий самолёт пилотировался гвардии лейтенантом Василием Ивановичем Дулимовым, ведомый — гвардии младшим сержантом Иваном Архиповичем Теленковым) на высоте 2000 м она была атакована группой из 14 Focke-Wulf 190 (по другим данным — «группой из 18 „Фокке-Вульфов“ и „Мессершмиттов“»). Три атаки вражеских самолётов были успешно отражены, при этом огнём Волосникова были сбиты два нападавших, но в четвёртой атаке были повреждены хвост и двигатель штурмовика; самолёт потерял управление. Теленков отдал приказ покинуть подбитый самолёт и выбросился с парашютом; однако Волосников зацепился за турель пулемёта и не смог сделать это своевременно — ему удалось освободиться только на высоте нескольких сотен метров. Купол парашюта, попавший в аэродинамическую тень падавшего самолёта, не смог раскрыться полностью и запутался со стропами. Столкнувшись с землёй, самолёт взорвался; взрывная волна затормозила падение Волосникова, в результате чего он остался в живых, всего лишь вывихнув ногу.
Демобилизовался из армии по состоянию здоровья осенью 1945 года. Проживал в Ханты-Мансийске.

## Награды
- Медаль «За отвагу», 5 мая 1944 года[3]
- Орден Отечественной войны I степени, 13 августа 1945 года[4]